# كلارا باسافاري
كلارا باسافاري دي جوتيريز (بالإسبانية: Clara Passafari) (20 آذار/مارس 1930 - 1994) كانت أستاذة وعالمة إثنولوجيا و‌أنثروبولوجيا وكاتبة وشاعرة أرجنتينية.

## الحياة المُبكّرة والتعليم
وُلدت باسافاري في بوينس آيرس عام 1930؛ وانتقلت مع والديها إليزابيث بادولاتو وإيتو باسافاري إلى سانتا في في سن مبكرةٍ حيث استقرَّت الأسرة الصغيرة هناك. تلقَّت باسافاري تعليمها الثانوي في أحدِ المدارس المحليّة بسانتا في؛ وحصلت في عام 1947 على شهادة التخرّج. انتقلت لاحقًا إلى روساريو؛ وهناك درست في جامعة روساريو الوطنية وحصلت على لقبِ أستاذةٍ في الفلسفة والآداب. تزوجت كلارا باسافاري من إدواردو جوتيريز وأنجبت منه أربعة أطفال هم كلارا مونيكا، لورا إينيس، سيرجيو وكلوديا.
حصلت على شهادةٍ في علم الاجتماع والأدب الأرجنتيني؛ ودكتوراه في الفلسفة والآداب. بحلول عام 1975؛ أصبحت كلارا باسافاري المديرة الثقافية لمنظمة الدول الأمريكية؛ كما كانت لمدة سبع سنوات مديرة الإرشاد الجامعي بجامعة الأمم المتحدة. في الفترة الممتدة من 1971 وحتى عام 1992؛ ظلَّت باسافاري باحثة متفرغة فيما يُعرف بـ «الثقافات المبكرة» وذلك أثناء دراستها لعلم الإنسان هذا عدى عن دراسة التقاليد الشفوية والفولكلور.

## المسيرة المهنيّة
قضت 19 عامًا في الصندوق الوطني للفنون (بالإسبانية: Fondo Nacional de las Artes) في مدينة روساريو؛ حيث تخصَّصت في دراسة الفولكلور مع الباحث الآخر أوغستو راؤول كورتازار؛ كما كانت مديرة مشاركة لمجلة الأرجنتين للسياسة الثقافية (بالإسبانية: Revista Argentina de Política cultural).
بحلول عام 1984؛ كرمت مؤسسة كونيكس (بالإنجليزية: Konex) الباحثة باسافاري كأحدِ أفضل خمسة خبراء أرجنتينيين في الفولكلور، وحصلت في عام 1989 على جائزة أليسيا مورو دي خوستو (بالإسبانية: Alicia Moreau de Justo) تقديرًا على إسهاماتها الكبيرة في شتى المجالات.
درست باسافاري في كلٍ من الأرجنتين والولايات المتحدة وعددٍ من دول أوروبا؛ وكانت كثيرة التنقل على اعتبار أن مجال الفولكلور كان يتطلَّبُ ذلك؛ كما أن تعمَّقها في دراسة التراث الثقافي والتقليدي دفعها لمحاولةِ إحيائه من جديدٍ في «المجتمعات التقليدية». تُوفيّت كلارا باسافاري دي جوتيريز في روساريو عام 1994 عن عمرٍ ناهزَ الـ 64 سنة.

## قائمة أعمالها
| سنة الإصدار | العنوان                                                 | العنوان الأصلي                                                              | عدد الصفحات | دار النشر                                                        |
| ----------- | ------------------------------------------------------- | --------------------------------------------------------------------------- | ----------- | ---------------------------------------------------------------- |
| 1968        | تدريسُ الأدب في المرحلة المتوسطة                         | La enseñanza de la literatura en la escuela media                           | 158 صفحة    | دار هيميل؛ بوينس آيرس                                            |
| 1967        | التغييرات في مفهومِ وهيكل الرواية المكسيكية بعد عام 1947 | Cambios en la concepción y estructura de la novela mexicana después de 1947 |             | الجامعة الوطنية في الساحل                                        |
| 1969        | الفولكلور والتعليم                                      | Folklore y educación                                                        |             |                                                                  |
| 1974        | الحِرفُ والثقافة الوطنية                                  | Artesanía y cultura nacional                                                | 164 صفحة    | الصندوق الوطني للفنون                                            |
| 1975        | الجوانبُ التقليديّة لثقافة الجزيرة                        | Aspectos tradicionales de la Cultura Isleña                                 |             |                                                                  |
| 1976        | الجِسرُ المضيء                                            | El puente iluminado                                                         | 94 صفحة     | افتتاحيّة كوليمن، سانتا في، الأرجنتين                             |
| 1976        | الفولكلور للصغار                                        | Folclore para los más chiquitos                                             |             |                                                                  |
| 1979        | الإسقاطُ في الفنّ الشعبي                                  | Proyección artística del folklore                                           |             |                                                                  |
| 1980        | الفولكلورُ والحِرفُ في السياسة الثقافيّة للدولة             | Folklore y artesanías en la política cultural del estado                    |             |                                                                  |
| 1982        | تطبيق موضوعات الفولكلور                                 | Temas de folclore aplicado                                                  |             |                                                                  |
| 1985        | الرسوم المتحركة في التراث الشعبي للسُكَّان الأصليين        | Animación del patrimonio folclórico e indígena                              | 190 صفحة    |                                                                  |
| 1986        | الشعوب الهندية                                          | Pueblos indios                                                              | 229 صفحة    |                                                                  |
| 1989        | الفولكلور على الشاطئ الشعبي                             | Folklore musical del litoral                                                | 53 صفحة     | المعهد الأرجنتيني لأبحاث السياسة الثقافية، بوينس آيرس، الأرجنتين |